# Zweigen Kanazawa
Zweigen Kanazawa (em japonês: ツエーゲン金沢) é um clube de futebol do Japão, que atualmente disputa a J. League 2. Sua sede localiza-se em Kanazawa.

## História
O clube foi formado em 1956 com o nome simples, Kanazawa Soccer Club e adotou sua atual identidade em 2006. A região de Hokushinetsu, sonolenta em termos de futebol e cujo potencial surgiu apenas com Albirex Niigata liderando o caminho, proporcionou poucas oportunidades para Kanazawa crescer no futebol do Japão. No dia 19 de dezembro de 2009 eles foram promovidos ao JFL depois de bater o FC Kariya no playoff de promoção com 2-1 no agregada, depois do terceiro lugar na Série de Liga de Promoção de Futebol Regional de All Japan .
Em 15 de dezembro de 2010, uma nova empresa de gerenciamento chamada Zweigen Inc. foi estabelecida para se candidatar na associação da J-League.
Em 7 de janeiro de 2011, a equipe solicitou a associação de associados da J-League.
Em 16 de novembro de 2014, Zweigen tornou-se o campeão inaugural da J3 League, e tendo obtido uma licença para competir na J. League Division 2 , participará da segunda divisão do futebol japonês na temporada de 2015. O clube continua conpedido na segunda divisão até hoje.
Nome e simbolismo
O nome "Zweigen" é uma junção do zwei alemão , para o número 2, e gen , para avançar. No dialeto de Kanazawa , a frase tsuyoi noda! (Somos fortes!) Tornou- se tsuee gen! por duplo sentido . Em alemão, a palavra Zweigen significa ramos (dativo - nominativo: Zweige), e devido a isso, uma flor-de-lis é uma parte fundamental da crista do clube.

## Uniforme
Uniforme 1Camisa vermelha, calção preto e meias vermelhas;
Uniforme 2Camisa branca, calção branco e meias brancas.

## Estádio

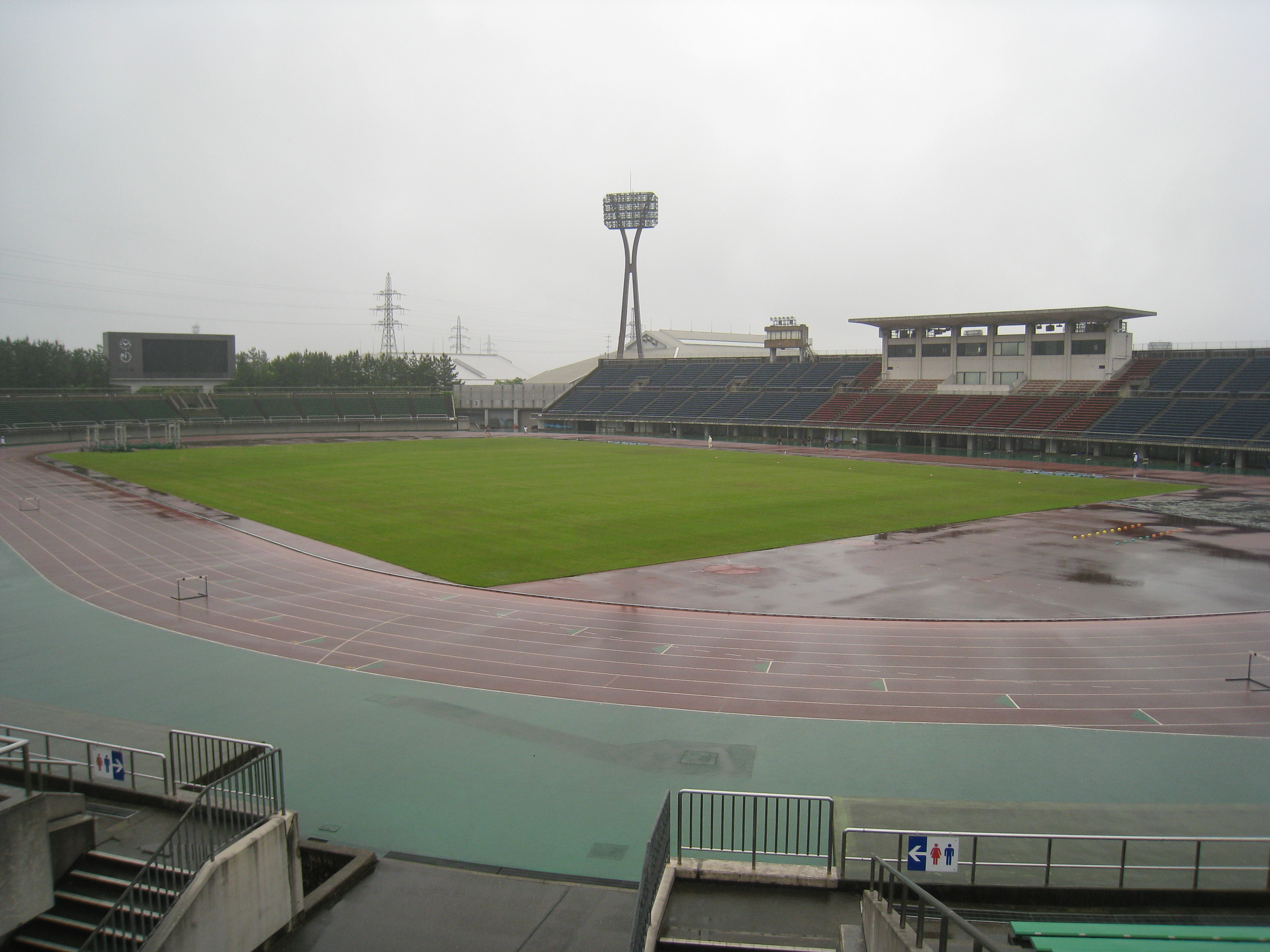
Ishikawa Kanazawa Stadium, estádio do Zweigen.

O Zweigen manda as suas partidas no Ishikawa Kanazawa Stadium, cuja capacidade atual é de 20.261 lugares.

## Títulos
- J3-League: 2014

## Desempenho
- 2010 - JFL (9º lugar)
- 2011 - JFL (7º lugar)
- 2012 - JFL (14º lugar)
- 2013 - JFL (7º lugar)
- 2014 - J. League 3 (1º lugar - Campeão e promovido)